# Encomienda

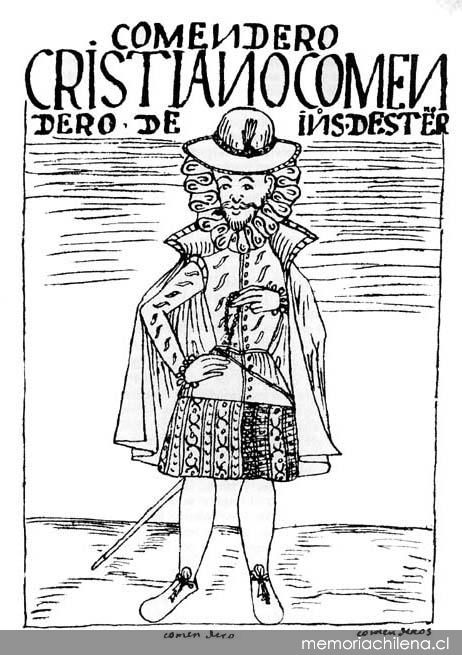
"Cristiano encomendero de indios de este Reyno", hacia 1600, según dibujo de Felipe Guamán Poma de Ayala.

La encomienda (del latín commendo, "recibir algo en guarda"), en la Europa medieval, era la relación de dependencia personal entre dos hombres libres, puesta de manifiesto en un intercambio de prestaciones, donde el fuerte daba protección al débil a cambio de fidelidad y de la prestación de determinados servicios, lo que se convertiría en una sumisión del débil a su señor feudal, convirtiéndose en su vasallo. Estuvieron vigentes en América desde el comienzo de la conquista, hasta su abolición general decretada el 23 de noviembre de 1718, 12 de julio de 1720 y 31 de agosto de 1721 (aunque en Paraguay siguió habiendo encomiendas autorizadas por el rey hasta 1769; mientras que en la Península de Yucatán existieron encomiendas hasta el año de 1794, en este último caso se mantuvo desde el año de 1542, y la tuvieron, durante 252 años, los descendientes de Francisco de Montejo.).
Esta institución se introdujo como un sistema laboral español que compensaba a los conquistadores por sus servicios a la corona, otorgándoles el título de encomenderos—o comendatarios—, unido al derecho de recibir tributo y trabajo de un grupo de indígenas que les eran asignados en calidad de encomendados, los cuales recibían a cambio de su trabajo el presunto beneficio de aprender a vivir al modo de los españoles y superar su debatida debilidad. La mayoría de los autores identifican esta institución como una forma de esclavitud no reconocida.
La encomienda se estableció por primera vez en Castilla durante la Reconquista, y se continuó empleando durante la colonización española de América y las Filipinas, —aunque con muchas diferencias respecto a la primera—. Los pueblos conquistados eran considerados vasallos de la Corona. 
Durante la Conquista, la corona otorgaba una encomienda como un derecho adjudicado a un individuo concreto; este sistema consistía en el monopolio de los trabajos temporales (corvea) de determinados grupos de indígenas, mantenido a perpetuidad por el titular llamado encomendero, y sus descendientes.  Empero, a partir de las Leyes Nuevas de 1542, al morir el encomendero, las encomiendas no se heredaban a sus descendientes, sino que pasaban a la titularidad del rey, y en algunos casos fueron reemplazadas por el repartimiento. A partir de mediados del s. xvi, con la monetización del tributo indígena, la situación de los nativos en América quedó equivalente a la de los pecheros en España.
Con la destitución de Cristóbal Colón en 1500, la Corona española lo sustituyó por Francisco de Bobadilla. A Bobadilla le sucedió un gobernador real, Fray Nicolás de Ovando, que estableció el sistema formal de encomiendas. En muchos casos, los nativos eran obligados a realizar trabajos forzados y sometidos a castigos extremos y a la muerte si se resistían. Sin embargo, la reina Isabel I de Castilla prohibió la esclavitud de la población nativa y consideró a los indígenas "vasallos libres de la corona". Diversas versiones de las Leyes de Indias a partir de 1512 intentaron regular las interacciones entre los colonos y los nativos. Tanto los nativos como los españoles acudían a las Reales Audiencias para solicitar ayuda en el marco del sistema de encomiendas.
Las encomiendas se habían caracterizado a menudo por el desplazamiento geográfico de los indios bajo la encomienda y la ruptura de las comunidades y unidades familiares, pero en México, este sistema repartimiento convivió con otros modelos. En algunos casos, la encomienda gobernaba a los vasallos de la corona a través de las jerarquías comunitarias preexistentes.

## Encomienda en la Edad Media europea
Los orígenes de la encomienda indiana se relacionan con patrocinio romano, los feudos medievales y más cercanamente, con los señoríos españoles.
En Castilla y Aragón, durante la Edad Media, se trataba de territorios, inmuebles, rentas o beneficios pertenecientes a una orden militar a cuyo frente se encontraba un caballero de hábito, denominado comendador nombrado por el maestre de alguna de las muchas órdenes de caballería o religiosas que existieron desde principios de la Edad Media española. Cada comendador tenía bajo su protección y defensa la "encomienda" recibida, en contraprestación de servicios, como las rentas de las tierras. Las órdenes con mayores posesiones territoriales fueron las de Santiago, Calatrava y Alcántara en Castilla, la de Montesa en Aragón y la de Orden de San Juan en ambos reinos.
Las guerras contra los musulmanes, también llamados moros, en la península ibérica hizo que estas órdenes se constituyeran en verdaderas circunscripciones a mediano y largo plazo. Durante la etapa de reconquista del territorio español, la encomienda tuvo un papel muy relevante pues muchos de los guerreros cristianos precisaban de un sistema social de organización con el que gestionar y repoblar los territorios que lograban tras sus victorias.
Cabe notar que, en 1492, fue el año que fueron finalmente expulsados judíos y musulmanes de la actual España, y en el mismo año Colón llegó a América, con lo cual una evolución de la misma estructura legal fue implantada en América.

## Iglesia
Se dice también encomienda a la donación de una entidad eclesiástica vacante a una persona eclesiástica a la que se denominaba comendador, que debía cuidar de la misma hasta que se cubriera oficialmente el puesto.

## La encomienda en América

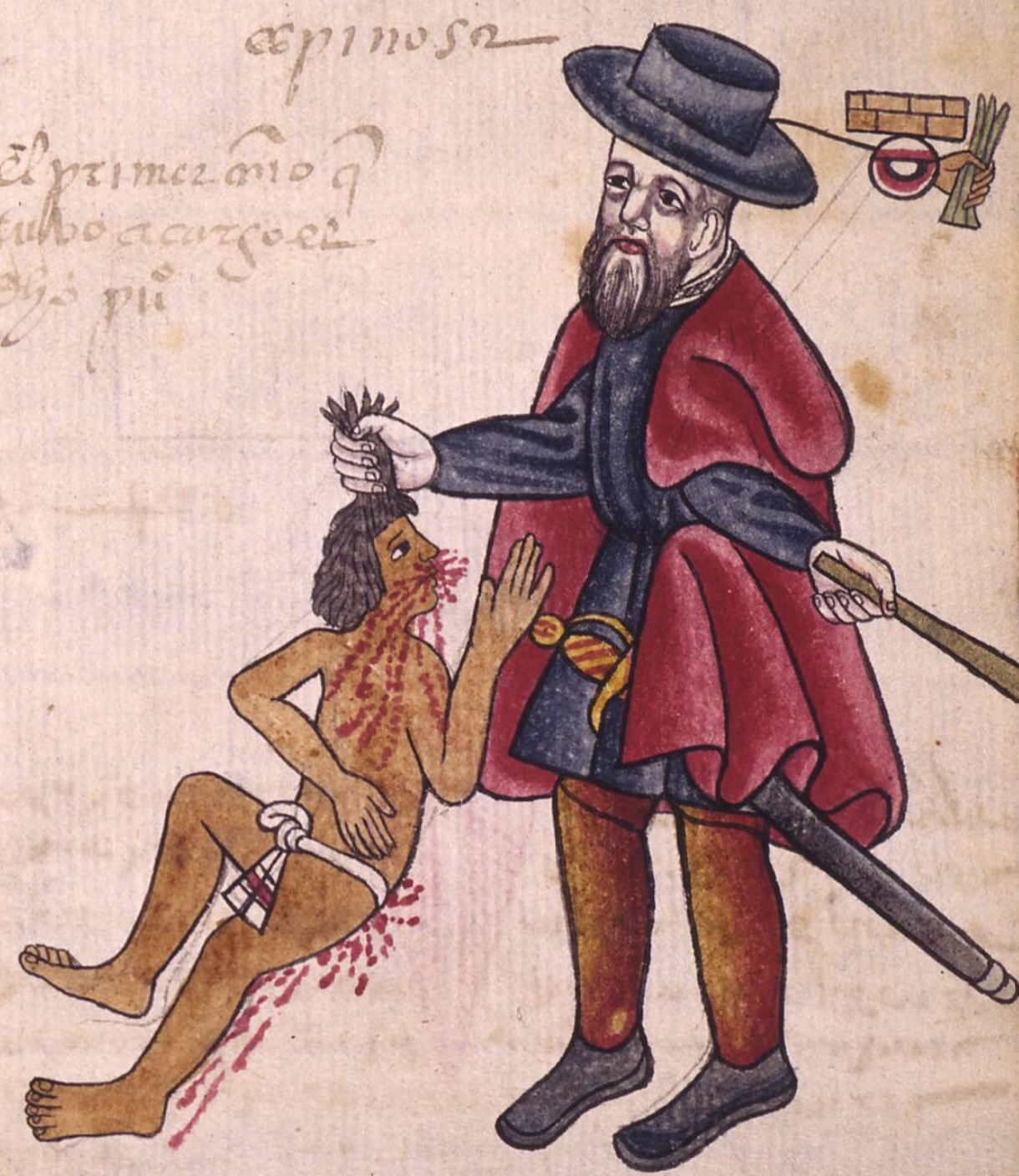
Códice Kingsborough: el encomendero Gonzalo de Salazar veja a un indio. Copia del italiano Agostino Aglio 1825-1826, para Lord Kingsborough.

### Origen
Cuando Colón llegó a La Española descubrió yacimientos auríferos. Para su extracción creó un impuesto a la población nativa, según el cual todo indígena mayor de 14 años debía entregarle cada tres meses un cascabel de Flandes lleno de oro; aquellos que no vivían cerca de las minas, debían entregar una arroba de algodón. Según la obra Historia del Almirante, escrita por su hijo Hernando Colón, Cristóbal Colón conquistaba siempre los territorios en nombre de los Reyes Católicos pero con la llegada del juez pesquisidor Francisco de Bobadilla en el año 1500 Colón fue arrestado y Francisco explotaría las desavenencias de los colonos contra Colón y les ofrecería indios en encomienda y tierras a cambio de su apoyo contra el Almirante. Francisco de Bobadilla se nombraría gobernador y tomaría posesión del palacio y propiedades de Colón en Santo Domingo. Posteriormente, Bobadilla sería relevado por Nicolás de Ovando. Colón estableció una orden según la cual la mitad de todo el oro que obtuvieran los colonos debía entregarse a la Corona aunque nadie obedecía esa orden hasta que Ovando bajó la cantidad a una quinta parte.
En 1508, Nicolás de Ovando escribiría a la Corona instando a instrucciones para que la conversión al cristianismo de los indios se hiciera sin someterlos a fuerza alguna, a que los indios en lugar de vivir de forma dispersa y primitiva "se congregaran en pueblos, como están las personas que viven en nuestros reinos" y que se fomentaran los matrimonios interraciales, en vistas a una más pronta civilización y cristianización. Los repartimientos se institucionalizarán en América por una Real Provisión del 20 de diciembre de 1503. Sin embargo, a partir de 1505, Nicolás de Ovando, que era encomendero mayor de la orden de Alcántara, dejó de repartir indios y comenzó a encomendarlos. La encomienda regulaba, en teoría, las relaciones de reciprocidad entre el encomendero y el encomendado, y por eso tomó carta de naturaleza en el Nuevo Mundo.
Para evitar recuperar los malos usos y los sistemas medievales abolidos en 1509, la Corona decretó que la encomienda sólo podría otorgarse por un periodo máximo de dos vidas—aunque fueron frecuentes las expediciones de prórrogas por una o varias vidas más—. Los indios, por su parte, estaban obligados a permanecer encomendados por el tiempo que estuviese en vigor el otorgamiento.Al cabo de este tiempo, los encomendados pasaban al servicio del rey, quien podía retenerlos bajo la administración real, o volverlos a otorgar a un nuevo encomendero.
Los tributos indígenas en especie (que podían ser metales, ropa o bien alimentos como el maíz, trigo, pescado o gallinas) eran recogidos por el cacique de la comunidad indígena, quien era el encargado de llevarlo al encomendero. El encomendero estaba en contacto con la encomienda pero su lugar de residencia era la ciudad, bastión neurálgico del sistema colonial español.
La encomienda también sirvió como centro de culturización y de evangelización obligatoria. Los indígenas eran reagrupados por los encomenderos en pueblos llamados "Doctrinas", donde debían trabajar y recibir la enseñanza de la doctrina cristiana a cargo generalmente de religiosos pertenecientes a las Órdenes regulares. Los indígenas debían encargarse también de la manutención de los religiosos.
La encomienda de la colonización española de América y Filipinas fue establecida como un derecho otorgado por el Rey (desde 1523) en favor de un súbdito español. El español titular del derecho (encomendero) recibe la encomienda con el objeto de que este percibiese los tributos que los indígenas debían pagar a la corona (en trabajo o en especie y, posteriormente, en dinero), en consideración a su calidad de súbditos de esta. A cambio, el encomendero debía cuidar del bienestar de los indígenas en lo espiritual y en lo terrenal, asegurando su mantenimiento y su protección, así como su adoctrinamiento cristiano (evangelización). Sin embargo, se produjeron abusos por parte de los encomenderos y el sistema derivó en muchas ocasiones en formas de trabajo forzoso o no libre, al reemplazarse, en muchos casos, el pago en especie del tributo por trabajo en favor del encomendero.
En cuanto al derecho territorial, en América se mantuvo la distinción española entre las tierras de propiedad particular —señoríos— y las que se destinan al cultivo de los tributarios —encomiendas—, aunque no eran condiciones excluyentes y un «señor», podía ser a su vez encomendero. En los señoríos regulares, como el marquesado del Valle de Hernán Cortés, el titular era propietario de las tierras, y cobraba tributo a sus vasallos indios encomendados en calidad de renta territorial.
El reparto de las encomiendas no fue homogéneo entre todos los españoles. En 1514, más de la mitad de los españoles no tenía ningún indio a su cargo mientras que el 11% de los que sí tenían habían recibido el 44% de estos.
En 1529, Hernán Cortés recibió en encomienda 23 mil indígenas. Esto lo convirtió en el hombre más rico de América y probablemente del mundo hispánico —detrás de la propia corona—.

### Encomiendas y encomenderos

#### México
Cortés comenzó a repartir encomiendas inmediatamente después de la caída de Tenochtitlan, por lo que ya era una institución establecida cuando recibió la primera prohibición real, el 26 de junio de 1523. Su negativa a obedecer la orden real fue la primera de muchas desavenencias entre los encomenderos americanos y la corona.
A mediados de la década 1530, había 30 encomiendas en el valle de México, con unos 180 mil encomendados indígenas y un promedio de 6 mil por encomienda. La más grande era la de Xochimilco con 20 mil
y la más pequeña Tequicistlán, con 450.Algunas de las principales fueron:
- Encomienda de Acolman, hoy Municipio de Acolman: perteneció por breve tiempo a Pedro Núñez, y luego concedida a Pedro de Solís y Barrasa, conquistador, formó parte de las tropas de Pedrarias Dávila y Hernán Cortés. Posteriormente la encomienda pasó a su hijo y descendientes
- Encomienda de Axapusco, hoy Municipio de Axapusco: concedida en 1540 a Francisco de Santa Cruz, conquistador. Posteriormente la encomienda pasó a su hijo, Álvaro de Santa Cruz
- Encomienda de Coatzacoalcos: Bernal Díaz del Castillo, formó parte de las tropas de los conquistadores Pedrarias Dávila y Hernán Cortés
- Encomienda de Elosuchitlan-Axalyagualco: Juan Duran, formó parte de las tropas de Hernán Cortés. Yerno del conquistador de Guatemala, Bartolomé Becerra
- Encomiendas de Atliapacan, Chicahuaxtla, Tacaxique, Tetitlán y Tecama, hoy Municipio de Tecámac: Juan González Ponce de León, conquistador, hijo de Juan Ponce de León, también conquistador
- Encomienda de Chilapas, hoy Municipio de Chilapa de Álvarez: Diego de Ordás, conquistador, formó parte de las tropas de Diego de Velázquez de Cuéllar y posteriormente se unió a Hernán Cortés
- Encomienda de Tlacamama, hoy Municipio de San Miguel Tlacamama: concedida en 1539 a Francisco de Santa Cruz, conquistador
- Emcomienda de Zacoala: concedida en 1539 a Francisco de Santa Cruz, conquistador

#### Colombia
- Encomienda de Tabio y Serrezuela: Caballero de la orden de Santiago Antonio de Vergara Azcárate

#### Perú
- Encomienda de Conchucos: Francisco Pizarro, conquistador
- Encomienda de Huaylas: Francisco Pizarro, conquistador
- Encomienda de Charcas: Gonzalo Pizarro, hermanastro del conquistador Francisco Pizarro
- Encomienda de Guaraz: Sebastián de Torres, conquistador, aliado de Francisco Pizarro. Posteriormente propiedad de su viuda Francisca Ximenez y su segundo marido Rui Cabeza de Vaca
- Encomienda de Recuay: Jerónimo de Aliaga, conquistador, aliado de Francisco Pizarro
- Encomienda de los atabillos: concedida por Pizarro en 1534 al conquistador Juan Mogrovejo de Quiñones
- Encomienda de Ica: Nicolás de Ribera y Laredo, conquistador aliado de Pizarro y Diego de Almagro, y primer alcalde de Lima

#### Venezuela
- Encomienda de Petares, hoy Petare: Pedro Galeas de Mendoza, capitán. Hijo del conquistador Pedro Alonso Galeas

#### Guatemala
- Encomienda de San Antonio Huista: concedida en 1528 a Francisco López. Muy probablemente se trate del capitán Francisco López Muñiz, conquistador y uno de los fundadores del actual Lagos de Moreno
- Encomienda de Santa Ana Vystlán: concedida en 1529 a Francisco López. Muy probablemente se trate del capitán Francisco López Muñiz, conquistador
- Encomienda de Atlitan de la Real Corona, hoy Santiago Atitlán: Sancho de Barahona, militar, formó parte de las tropas de los conquistadores Juan de Grijalva y sobre todo Hernán Cortés
- Encomienda de Santa Catarina Barahona: Sancho de Barahona
- Encomienda de Chiantla: Juan de Espinar, formó parte de las tropas del conquistador Pedro de Alvarado

#### Bolivia
- Encomienda de Laja, hoy Laja (Bolivia): Juan de Espinosa

### Legislación contra los abusos
La encomienda dio lugar a abusos y violencia, a una especie de esclavitud encubierta. Estos comportamientos fueron denunciados por algunos individuos, como Fray Antonio de Montesinos y Fray Bartolomé de las Casas. Fray Matías de Paz reflexionó desde el punto de vista cristiano mientras que el jurista López de Palacios y Rubios aportó un punto de vista jurídico. Bartolomé de las Casas llegaría a ser atendido por Carlos I y Felipe II.  
La encomienda dio lugar a abusos y violencia, a una especie de esclavitud encubierta. Estos comportamientos fueron denunciados por algunos individuos, como Fray Antonio de Montesinos y Fray Bartolomé de las Casas. Fray Matías de Paz reflexionó desde el punto de vista cristiano mientras que el jurista López de Palacios y Rubios aportó un punto de vista jurídico. Bartolomé de las Casas llegaría a ser atendido por Carlos I y Felipe II.  
Al respecto, la encomienda habría sido en realidad una institución feudal promedio para las relaciones hegemónicas de Servidumbre durante el Antiguo Régimen, con obligaciones por ambas partes, por el que el Encomendero tenían que brindar Servicios (sobre todo de protección a sus necesidades de vida) al indio a cambio de que este tuviera que deberle con su trabajo, y que de incumplir, habrían serias consecuencias del encomendero frente a la Real Audiencia debido las disposiciones de las Leyes de Indias que reconocían los derechos del indio como Vasallos libres y con poder de denunciar jurídicamente a su señor, por estar en igualdad de condiciones con los españoles como súbditos de la Corona. A su vez, se desarrollaron instituciones de protección al indio, como los Visitadores, quienes tenían un deber de inspeccionar el trato de los indios y verificar que los indios se encontrasen acorde a las descripciones de otro visitador (evitándose la corrupción y los sobornos de los encomenderos al estar inspeccionándose un visitador con otro), para así poder garantizar sus derechos naturales del indio como persona humana y comprobar que se cumpliese lo establecido por la legislación indiana de que el encomendero debía educarlos en la fe (incluido construirles iglesias y actuar como catequistas) y las buenas costumbres (incluido que al menos 1 o 2 indios, el más hábil, aprendiese a leer y escribir para enseñar a los demás indios), otorgarles descanso (como instalar 1 hamaca por cada indio), pagarles remuneración justa, alimentarlos adecuadamente (habiendo que dar más comida a quienes trabajaran en Minas), darles vestimenta, entregarles parcelas para cultivar y animales que criar, garantizarles vivienda (construyéndoles al menos 4 Bohíos por cada 50 indios), etc [se agregó que si el encomendero no estuviera realizando tales deberes, el visitador debería hacerlo].

"Algunos autores insisten en que las encomiendas y los repartimientos fueron formas de esclavitud. Este trabajo se ha centrado únicamente en examinar la regulación jurídica promulgada en Indias y, atendiendo a la misma, se puede afirmar que en ningún caso los indios tenían la condición de esclavos, salvo en las excepciones estudiadas. Los indios trabajadores de las encomiendas tenían plena capacidad jurídica y civil, podían iniciar procedimientos jurídicos contra los titulares de la encomienda, eran considerados vasallos libres y conservaban su libertad familiar y personal. Además, en la cláusula de su codicilo la reina pidió que se respetase a los indios y sus bienes, reconociéndolos, por tanto, como titulares del derecho de propiedad. Un derecho que fue reconocido, de nuevo, en las Leyes de Burgos."
Julia Menéndez Lada. Los derechos de los Indios Americanos en el reinado de los Reyes Católicos

Además que las Leyes de Burgos mencionaban que tras 2 años de servicios, los indígenas se podían considerar aptos para poder vivir fuera de la encomienda si ya hubiesen adoptado las costumbres hispanas de urbanidad y ética católica. También se estableció que las indias en estado de embarazo merecían una excepción laboral de maternidad para no poner en riesgo al bebe (con duración de entre los 4 meses de embarazo hasta los 3 años de nacido el bebe para su crianza), además que todas las mujeres no podían ser obligadas a trabajar en las minas ni similares, solo haciendo labores que con sus maridos crean conveniente (aunque el encomendero podía alentar a que participen en trabajos pesados, siempre que fueran por voluntad propia y con un salario pactado), a su vez se prohibió que los indios menores de 14 años no podían trabajar (y los que fueran Huérfanos tendrían una protección forzada por los jueces de residencia para ser bien tratados), mientras que todos los indios, tras 5 meses de trabajo, se debía otorgarles 40 días de descanso a todos los indios, y que también poseían derecho a un tiempo de descanso diario similar a la Siesta española. Por otra parte, tenían el derecho a escoger el oficio que desearan y se eximía de realizar otras labores a los que ya eran aprendices de un Gremio, y no podían los españoles enajenarles de sus bienes y pertenencias bajo ningún motivo o sería delito de Robo.

“no hay en el mundo otra legislación de tipo social semejante a la que se expidió en defensa del indio como trabajador, que arranca de las Leyes de Burgos y se prolonga sobre todo durante el siglo XVI”
Vicente D. Sierra

#### Las Leyes de Burgos
En 1512 las denuncias de Fray Montesinos, relativas a algunos abusos de estas primeras encomiendas, provocan la inmediata promulgación de las Leyes de Burgos ese mismo año, ampliadas un año después, donde se desarrolla y define de manera explícita el sistema laboral en las encomiendas, con los siguientes derechos y garantías de los indios y las obligaciones de los encomenderos de trato justo: trabajo y retribución equitativa y que evangelizara a los encomendados, para así ser introducidos los indios en la correcta doctrina cristiana y a la vida en policía. Sin embargo, a partir de la secularización del imperio español, estas obligaciones fueron omitidas transformándose la encomienda en un sistema de trabajo forzado para los pueblos originarios en favor de los encomenderos. El 9 de diciembre de 1518, esta ley se enriquece estableciendo que solo podrán ser encomendados aquellos indios que no tengan recursos suficientes para ganarse la vida, así como que en el momento en que fuesen capaces de valerse por sí mismos, habrían de cesar en la encomienda. Las leyes llegaban a obligar a enseñar a leer y escribir a los indios y solicitaban al encomendero a tener valores, como el amor de un padre, para lograr ser un patrón magnánimo y Paternalista que cuidara de sus siervos indios. Tal deber de paternalismo de los señores con sus indios vasallos era algo implícito en el Pacto colonial que normaba la vida política y social, por lo que se apelaba al cumplimiento de estos aspectos paternalistas en los estrados y la dinámica familiar, en tanto que constituía la legitimidad de ejercicio de la autoridad del Rey de España, sus gobernadores, los curas, la nobleza, las autoridades locales indias (república de indios) y evidentemente de los encomenderos, por lo que de haber irregularidades, los indios tenían todo el derecho a reclamar ante los jueces de la real audiencia.

#### Las Leyes Nuevas
En 1527 surge una nueva ley que determina que la creación de cualquier nueva encomienda habrá de contar necesariamente con la aprobación de religiosos, sobre quienes recae la responsabilidad de juzgar si a un colectivo concreto de indios les podría ayudar a desarrollarse una encomienda, o si resultaría contraproducente.
En 1542 Carlos I, tras 50 años de existencia de la encomienda, considera que los indios han adquirido el suficiente desarrollo social como para que todos los indios deban ser considerados súbditos de la Corona como el resto de españoles. Por eso, se crean en 1542 las Leyes Nuevas, donde queda consignado que:
- No se asignarán nuevas encomiendas, y las ya existentes habrán de morir necesariamente con sus titulares.
- Quedan suprimidas aquellas encomiendas que obraban a favor de miembros del clero, de funcionarios públicos, o de personas sin título de conquista.
- Se limita considerablemente el importe de los tributos que habían de satisfacer los encomendados.
- Que no hubiera causa ni motivo alguno para hacer esclavos; que los esclavos indios existentes fueran puestos en libertad, si no se mostraba el pleno derecho a mantenerlos en ese estado.

Los nuevos virreyes llegaron a América con órdenes expresas de que se cumplieran estas leyes, lo contrario que había pasado con las anteriores, llegando a haber una guerra en Perú entre los encomenderos y los leales al rey en 1544 capitaneada por Gonzalo Pizarro y otra en 1553 capitaneada por Francisco Hernández Gijón. Mientras, en el Virreinato de Nueva España, el virrey Luis de Velasco y Ruiz de Alarcón liberaba a 15 000 indígenas. También suscitó una conspiración encabezada por el hijo de Hernán Cortés, Martín Cortés marqués del Valle y su hermano y cuyo desenlace fue su destierro perpetuo de Indias.
El 22 de febrero de 1549 se despacharía una real cédula, donde se daba la prohibición a los encomenderos de que usaran la explotación de mano de obra indígena como parte del tributo, y también trataba del del problema de la restitución de bienes y propiedades que los españoles tenían que hacer a los indios. Contra esa política real, los españoles habitantes de las colonias, quienes consideraban la encomienda como una tipo de recompensa que merecían recibir, inmediatamente estallaron diversas revueltas por todo el nuevo continente para exigir su revocación, aún antes de que se promulgaran dichas leyes.  En Nueva España, se alzó el marqués del Valle, Martín Cortés, hijo del conquistador Hernán Cortés; en Perú, degollaron al virrey Blasco Núñez de Vela y el Río de la Plata, encarcelaron al adelantado Alvear Núñez Cabeza de Vaca. Por lo que la corona se vio obligada a derogarlas en 1543 sin que siquiera hubieran entrado en vigor.

Las Leyes Nuevas nunca se aplicaron. En Perú, fueron tomadas como excusa para una grave revuelta, capitaneada por Gonzalo Pizarro, y esto, unido a la presión de varios grupos de poder, hizo que Carlos I dejara sin vigor el artículo 30, que eliminaba el carácter hereditario de las encomiendas. En algunas zonas las encomiendas se mantuvieron hasta 1791. En la segunda mitad del siglo XVI, las encomiendas cobraron especial, fuerza convirtiéndose en una de las principales causas del grave problema de despoblamiento que azotó diferentes regiones de la América Colonial, como lo expresa preocupado el propio Felipe II en una cédula real de 1582.
Lisboa, mayo 27 de 1582.
El Rey. Muy reverendo en Cristo padre arzobispo de la iglesia metropolitana de la ciudad de México de la Nueva España, del nuestro Consejo. Nos somos informados que en esa tierra se van acabando los indios naturales de ella por los malos tratamientos que sus encomenderos les hacen, y habiéndose disminuido tanto los dichos indios que en algunas partes faltan más de la tercia parte, les llevan las tasas por entero, que es de tres partes las dos, más de lo que son obligados a pagar, y los tratan peor que esclavos, y como tales se hallan muchos vendidos y comprados de unos encomenderos a otros, y a algunos muertos a azotes, y mujeres que mueren y revientan con las pesadas cargas, y a otras y a sus hijos los hacen servir en sus granjerías, y duermen en los campos, y allí paren y crían mordidos de sabandijas ponzoñosas, y muchos se ahorcan y otros se dejan morir sin comer, y otros toman yerbas venenosas; y que hay madres que matan a sus hijos en pariéndolos, diciendo que lo hacen por librarlos de los trabajos que ellas padecen, y que han concebido los dichos indios muy grande odio al nombre cristiano y tienen a los españoles por engañadores y no creen cosas de las que les enseñan... 

Felipe II

## Decadencia en América
Los reyes volvieron a intentar abolir la institución desde 1696, despachando cédulas en los años 1720, 1735, 1776, 1777 y 1801 que lograron suprimirlas en varias regiones americanas. Las denuncias frente al maltrato de los indígenas por parte de algunos encomenderos y el advenimiento de la llamada catástrofe demográfica de la población indígena, provocaron que la encomienda entrara en crisis desde finales del siglo XVI, aunque en algunos lugares, como Yucatán, el Valle del Cauca y Chile, llegó a sobrevivir aún hasta el siglo XVIII, aunque esta relación de sometimiento andaría pasando un Ocaso por esas fechas. La encomienda fue reemplazada por el repartimiento de indios, el peonaje, el trabajo asalariado y por la esclavitud africana.
Posteriormente, para los años de 1680 y 1750, los encomenderos ya no vivirían solo de los indios, sino también de una multitud de actividades comerciales (sobre todo agrícolas) y de gobierno, haciéndolo cada vez más irrelevante (económicamente) la posesión de encomiendas, teniendo más valor como expresión de poder en base al estatus y honor social en un ambiente donde las relaciones sociales dependían mayormente de los pactos y favores de intercambio, a través de redes entre personas familiarizadas en la comunidad local, para obtener acceso a cargos dentro del Cabildo.
Para los años 1750, las encomiendas estaban extinguidas en el Virreinato de Nueva Granada. En Chile, Ambrosio O'Higgins, mediante un edicto del 9 de febrero de 1789, suprimió las encomiendas cuando ya eran simplemente una institución en decadencia. Este edicto fue ratificado por Carlos IV en 1791, fecha en que se concretó su abolición definitiva en la Capitanía General de Chile. Finalmente, El 17 de mayo de 1803, se decreto una real cédula que mandaba lo siguiente por parte de Carlos IV: «He venido asimismo en mandar se incorporen inmediatamente a mi real corona cuantas encomiendas subsistan en el Paraguay contra mis reales cédulas ejecutadas ya en la mayor parte de mis dominios de América, sin admitir a los detentores recurso que ambarace su definitiva reversión, por no poder asistirles motivo justo para ello, extendiéndose esta mi soberana resolución a los antiguos mitayos.» Con ello se acabaron permanentemente las encomiendas en todo el imperio español.
La institución de la encomienda se basaba fuertemente en la adscripción tribal del individuo sujeto a ella (siendo de hecho los caciques, curacas, u otros jefes tribales quienes actuaban como intermediarios y organizadores del servicio), siendo un pacto tributario. A los mestizos, por ejemplo, la ley los eximía de la encomienda. Esto provocó que muchos aborígenes buscaran deliberadamente diluir su identidad étnica o tribal y la de sus descendientes, intentando casarse con individuos de distinta etnia, especialmente con españoles (recién llegados, o criollos). La encomienda, de este modo, debilitó severamente la etnicidad e identificación tribal de los Amerindios, y esto a su vez disminuyó el número de potenciales encomendados. Son, en definitiva, factores como el mestizaje y la progresiva disminución de los naturales, lo que terminó por transformar el sistema de encomienda en uno de inquilinaje o latifundismo en la América Colonial. Además, en términos económicos, la posesión de encomiendas se volvió un aspecto marginal para el progreso económico de los señores feudales, al lado de las múltiples actividades gubernamentales, comerciales y agrícolas que hacían que no se viva únicamente de sus indios ni fuera fundamental la encomienda; lo que indica que la extensión de su duración se debió a que permitía ser expresión de poder (de estatus, honor, reconocimiento social y de intercambio de favores mutuos, lo cual tendría un fundamento más allá de lo material), otorgando un privilegio de prestigio dentro de una comunidad local donde se practicaba una relación clientelar lleno de compadrazgos.